# 키쿠치 히토미
키쿠치 히토미(일본어: 菊地瞳, 1987년 6월 13일 ~ )는 일본의 여자 성우이다. 악센트 소속이며, 후쿠오카현 출신이다.

## 작품
포켓몬스터 썬&문 - 수련